# Lillestrøm (gemeente)
Lillestrøm is een gemeente in de Noorse provincie Akershus, op 25 km afstand van de hoofdstad Oslo. De gemeente telt ruim 88.500 inwoners (2021) en behoort daarmee tot de grootste van het land.

## Etymologie
De naam Lillestrøm betekent het kleinste deel van Strøm. Strøm was de naam van een grote, oude boerderij. In het Oudnoords was het woord straumr, wat ook stroom (waterloop) betekende.

## Geschiedenis

Het oude gemeentewapen (1908-1962)

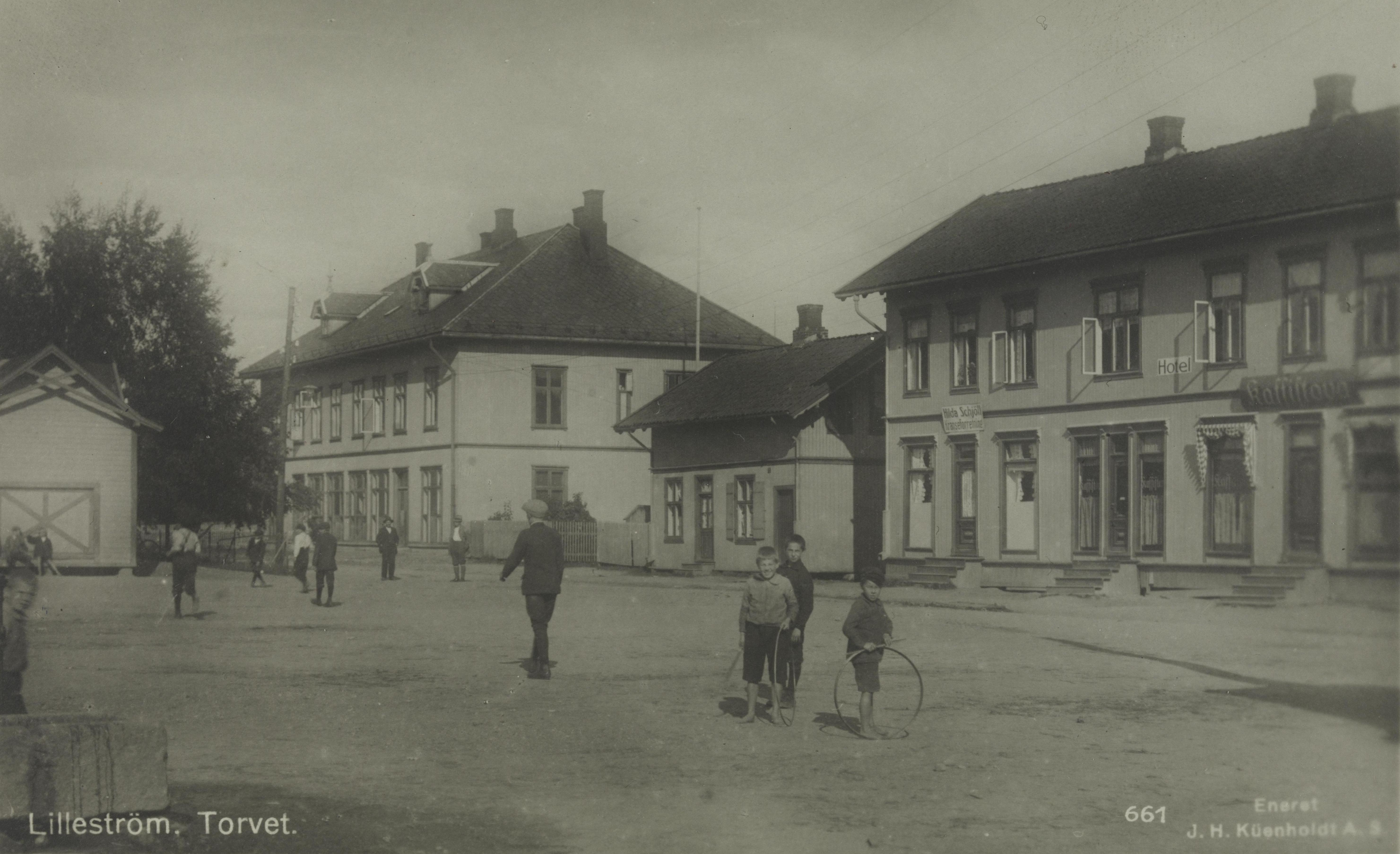
Oude dorpsfoto

De huidige stad is ontstaan in de tijd dat bouwmateriaal werd geproduceerd via een lokale stoomzaagmolen. Het gebied was drassig en moerassig, en daarom onbewoonbaar verklaard. De grondwaarde was daardoor echter laag, waardoor arbeiders er goedkoop konden gaan wonen.
Op 1 januari 1908 werd Lillestrøm een zelfstandige gemeente. Voor die tijd was de stad onderdeel van de gemeente Skedsmo. De gemeente Lillestrøm had toentertijd 4351 inwoners. Op 1 januari 1962 werd de stad echter weer bij Skedsmo ondergebracht. Lillestrøm had op dat moment 10.840 inwoners.
In 1997 verklaarde de gemeente Skedsmo Lillestrøm tot een zelfstandige stad (by), een status die verder geen politiek effect had. Deze gebeurtenis wordt nog jaarlijks herdacht door middel van een 4-daags festival, met onder meer optredens van Noorse artiesten, kraampjes en een kermis. Het evenement wordt gehouden langs de belangrijkste wegen, welke op dat moment zijn afgesloten voor alle verkeer.
In 2002 verhuisde Norway Trade Fairs, de grootste festivalorganisatie van het land, hun hoofdkantoor van Skøyen (wijk in Oslo) naar Lillestrøm.
De huidige gemeente ontstond op 1 januari 2020 uit een fusie van de vroegere gemeenten Fet, Skedsmo en Sørum.

## Verkeer en vervoer

### Wegen
Lillestrøm ligt langs de A159, een vierbaans autosnelweg die het centrum van Lillestrøm met Oslo verbindt. De Europese autoroute E6 loopt een paar kilometer ten westen van Lillestrøm en verbindt de stad met onder meer het noorden van het land. De A22 loopt door het noordelijk deel van Lillestrøm.

### Spoorlijnen

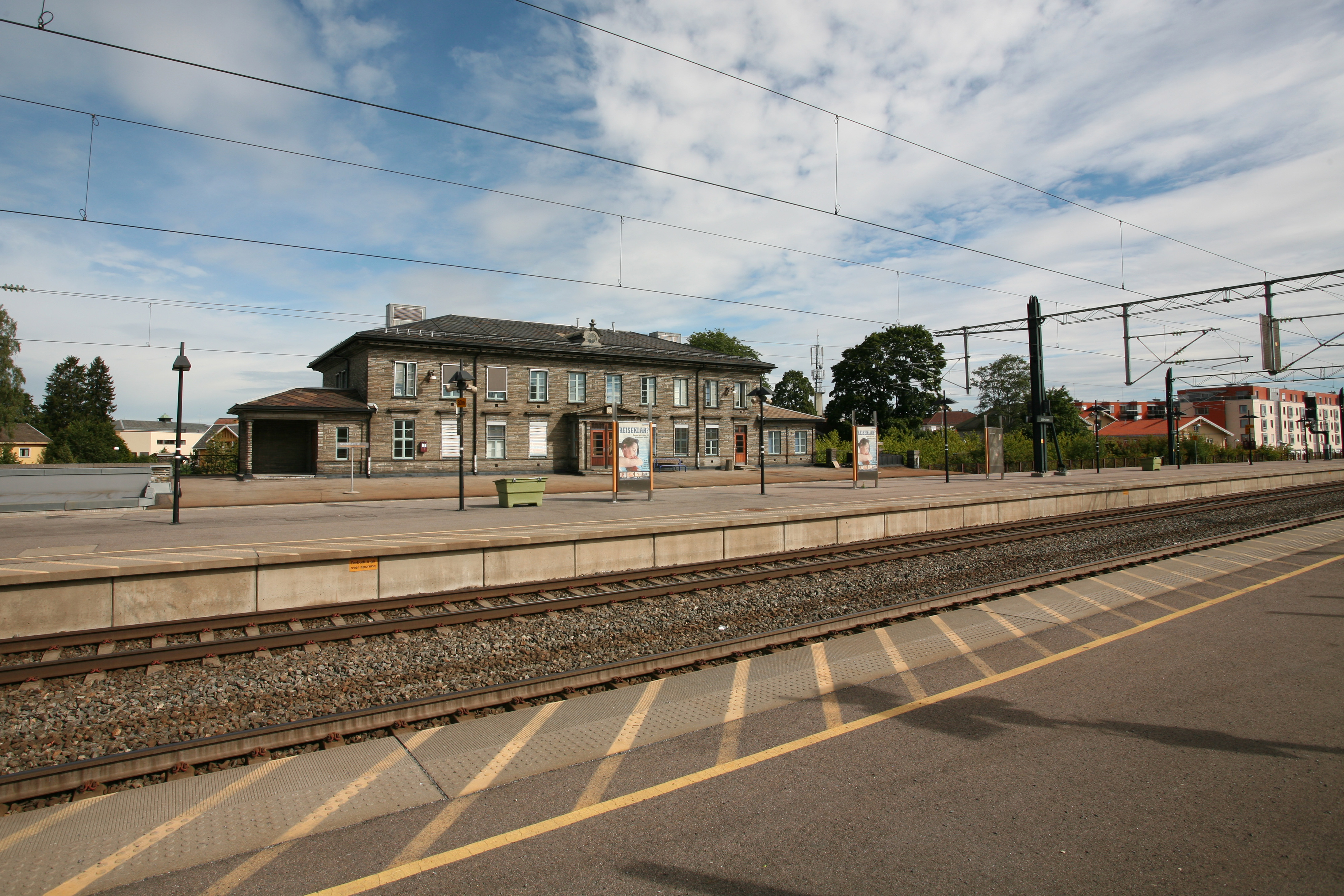
Station Lillestrøm

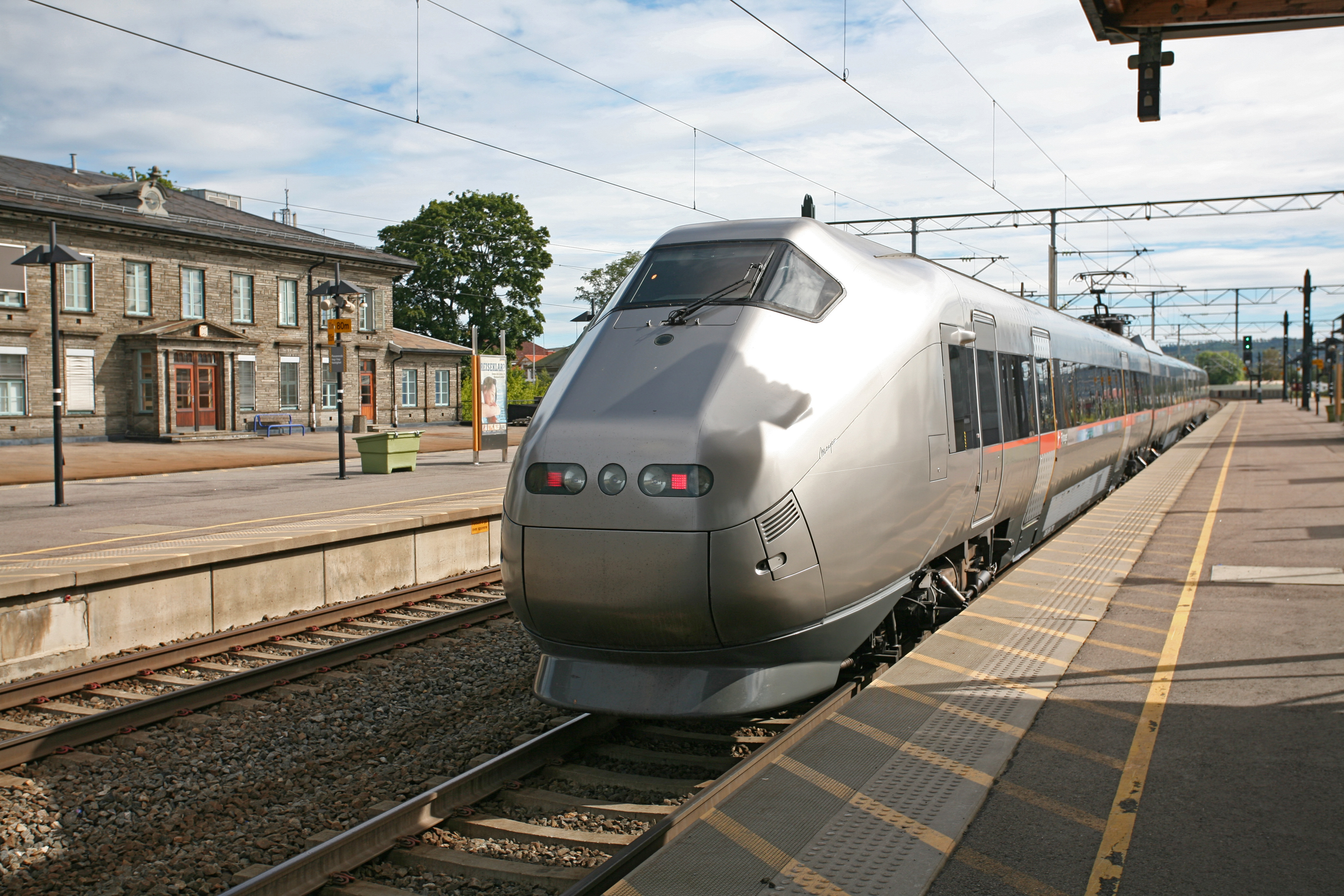
Vliegveldintercity Flytoget op station Lillestrøm

Het centraal station van Lillestrøm staat tegen het centrum aan.
Lillestrøm is verbonden met Oslo via twee afzonderlijk gelegen spoorlijnen. De Spoorlijn Oslo - Eidsvoll (geopend in 1854) loopt door de Grorudvallei en wordt voornamelijk gebruikt door stop- en goederentreinen. Sneltreinen, intercity's en langeafstandstreinen maken gebruik van de Spoorlijn Oslo - Gardermoen (geopend in 1999), welke vooral door een lange tunnel loopt.
De Spoorlijn Oslo - Eidsvoll loopt ten noorden van Lillestrøm door naar station Dal, maar ook naar Eidsvoll, Lillehammer en Trondheim (laatstgenoemde drie alleen voor goederenvervoer).
De Spoorlijn Oslo - Gardermoen wordt gebruikt door intercity's naar het vliegveld van Oslo, sneltreinen naar Eidsvoll en Lillehammer en langeafstandstreinen naar Trondheim.
Ten noordoosten van Lillestrøm loopt tevens de Spoorlijn Oslo - Magnor (geopend in 1862), waarover ieder uur een trein van en naar Kongsvinger rijdt. Ook langeafstandstreinen naar Zweden (zowel passagiers- als goederentreinen) maken gebruik van deze lijn.

### Vliegvelden
In Kjeller, 2 km ten noorden van Lillestrøm, is het vliegveld van Kjeller (geopend in 1912), welke de dichtst bij Oslo zijnde startbaan heeft. Het grootste vliegveld is echter het internationale vliegveld in Gardermoen (geopend in 1998), 25 km ten noorden van Lillestrøm (12 minuten met de trein).

## Educatie

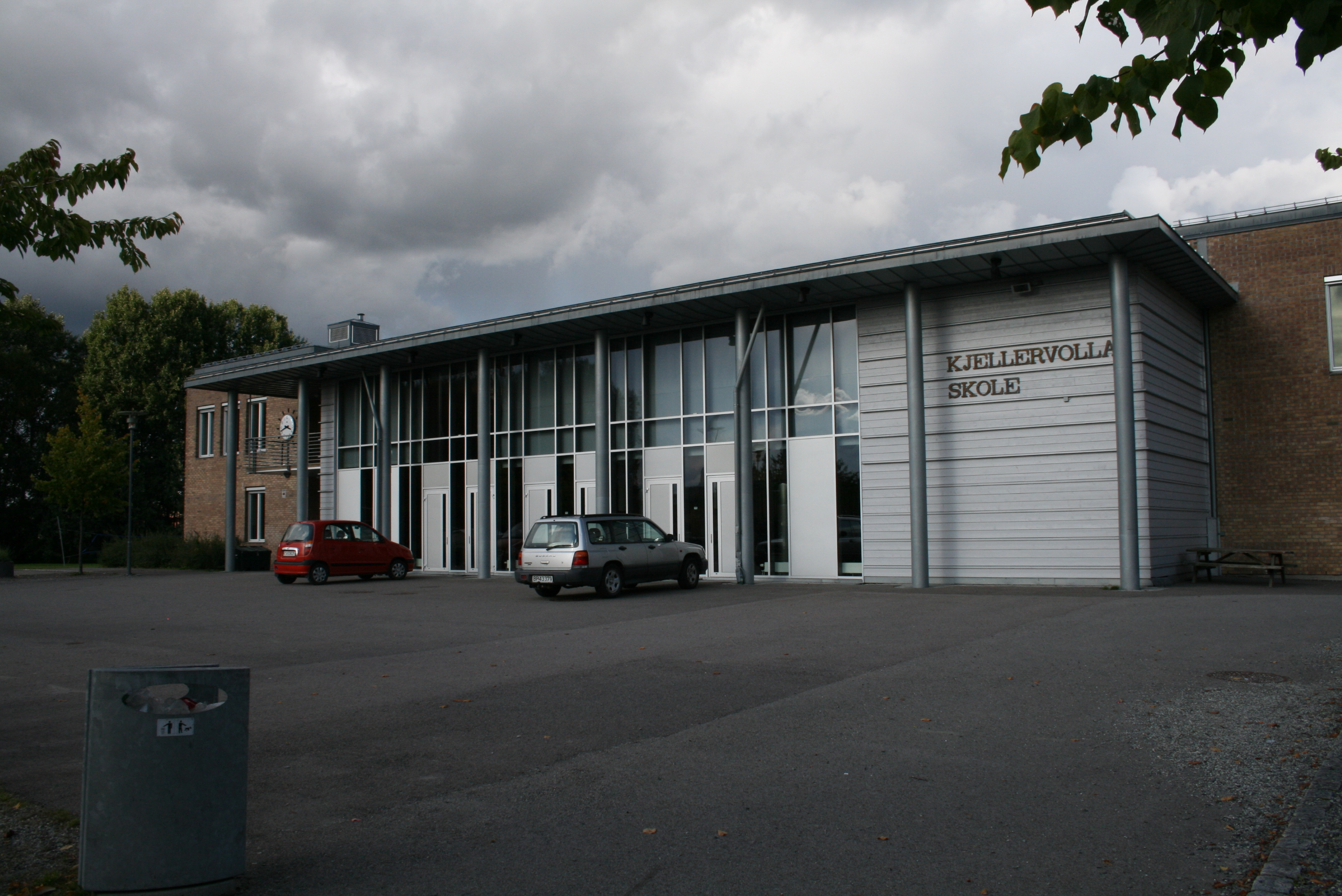
Kjellervolla (middenschool)

In Lillestrøm is een groot aantal scholen van verschillende niveaus te vinden.

### Basisscholen
- Asak skole
- Åsenhagen skole
- Branås skole
- Bråtejordet skole
- Dalen skole
- Garderåsen skole
- Gjellerås skole
- Haugtun skole
- Hovinhøgda skole
- Kjeller skole
- Riddersand skole
- Sagdalen skole
- Skjetten skole
- Sørum skole
- Sørumsand skole
- Stav skole
- Sten-Tærud skole
- Vardeåsen skole
- Vesterskaun skole
- Vigernes skole
- Volla skole

### Middenscholen

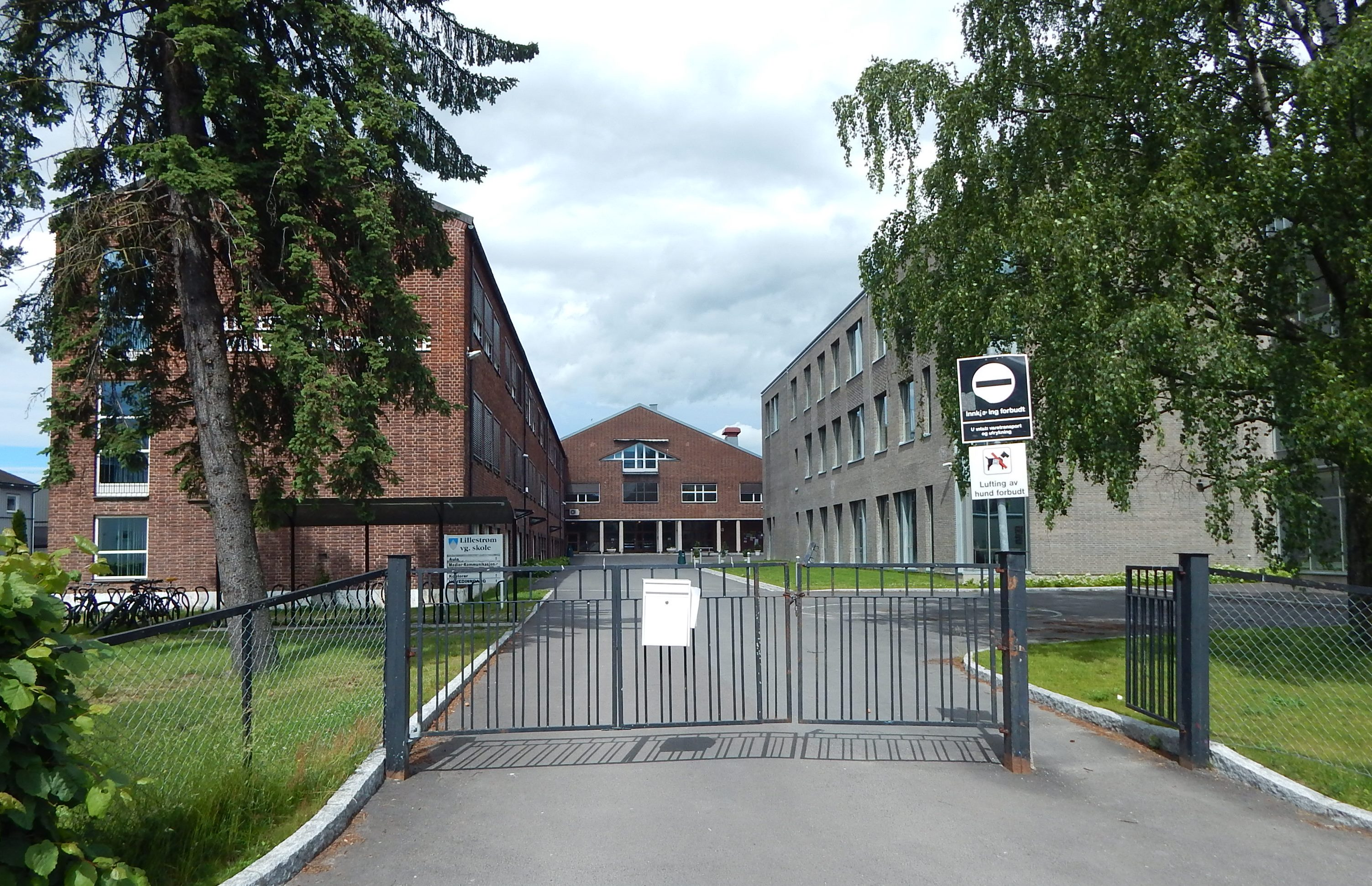
Lillestrøm (middelbare school)

- Bingsfoss ungdomsskole
- Kjellervolla skole
- Østersund ungdomsskole

### Middelbare scholen
- Lillestrøm videregående skole
- Skedsmo videregående skole

## Sport en cultuur

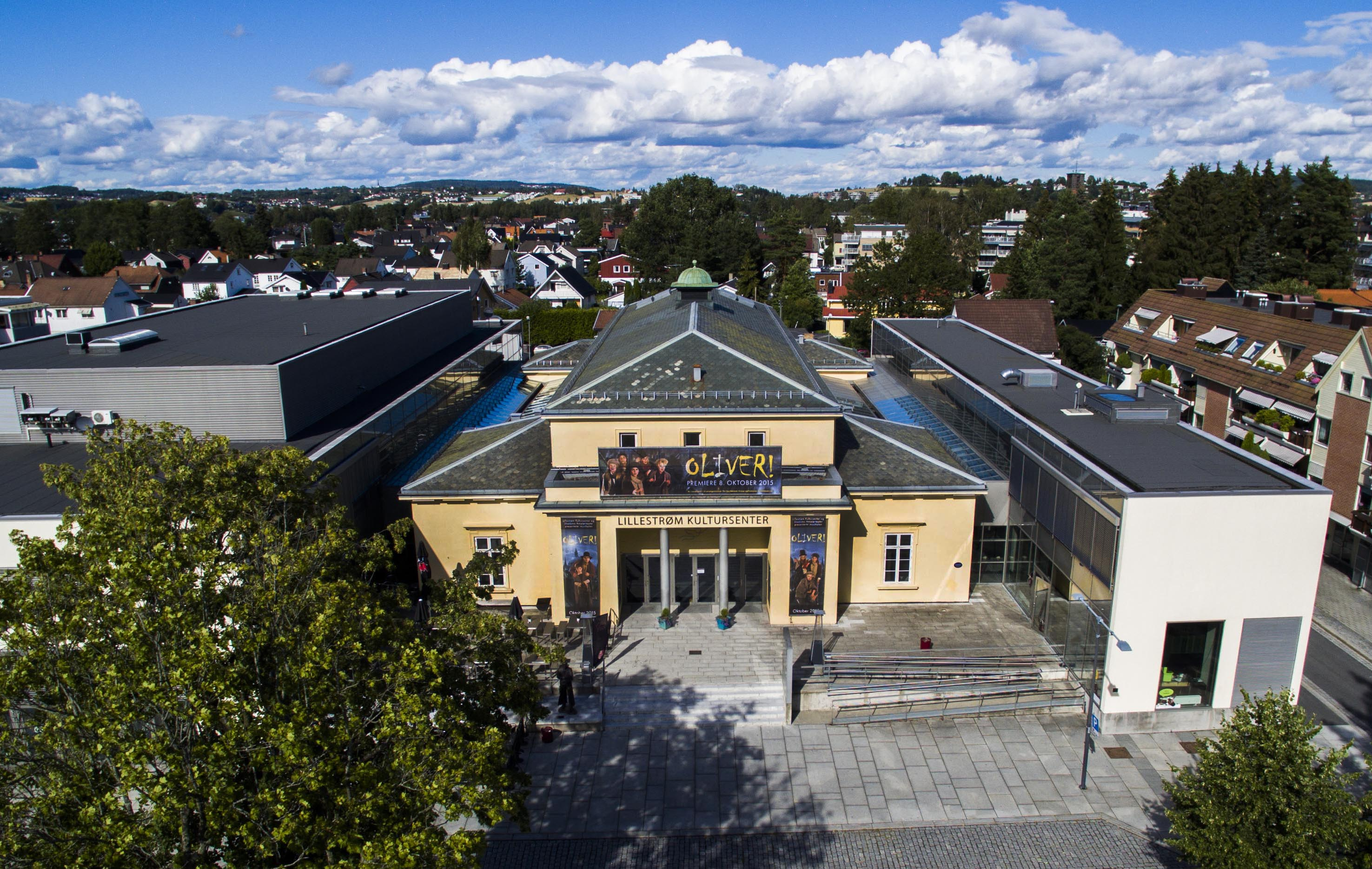
Cultureel centrum

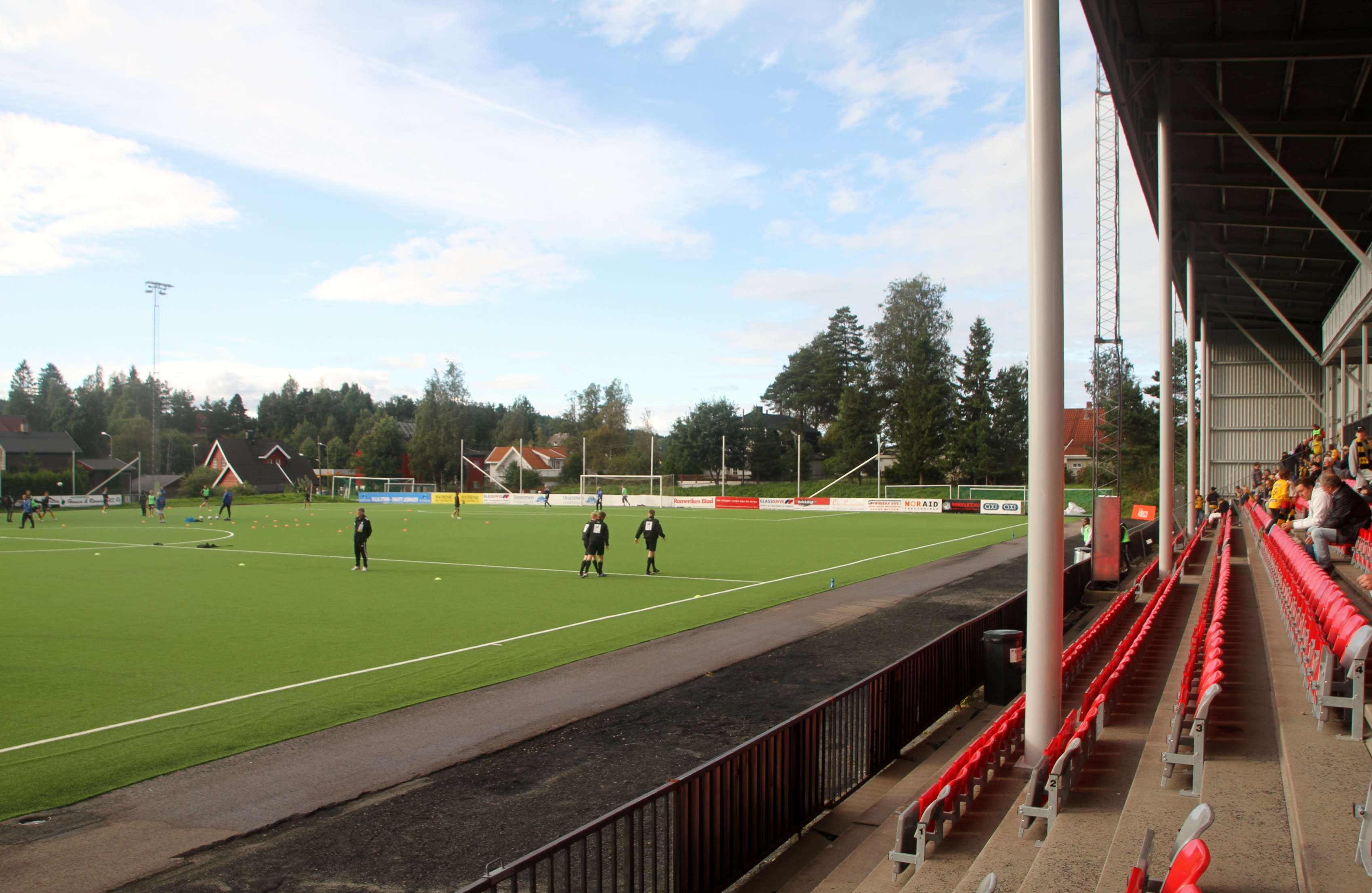
Stadion in Strømmen

Lillestrøm heeft een lokaal voetbalteam, Lillestrøm SK. Dit team speelt in de Eliteserien. Thuiswedstrijden worden gehouden in het Åråsenstadion - trainingen worden echter gehouden in het Lillestrømstadion. Laatstgenoemd stadion diende tevens als ijshockeybaan op de Olympische Winterspelen van 1952.
Verder zijn er twee andere sporthallen: Skedsmohallen (algemeen) en LSK-Hallen (voor voetbal). In 2007 is daar nog een atletiekstadion bijgekomen, het Romerike Friidrettsstadion, en werd gebouwd in opdracht van de gemeenten Skedsmo (voormalig), Rælingen en Lørenskog. De lokale club Minerva maakt gebruik van dit stadion. Bekende atleten als Hanne Haugland en Håkon Särnblom hebben wedstrijden gespeeld voor deze club.
Ook wordt er in Lillestrøm rugby gespeeld door de Lillestrøm Lions RLK.
In Strømmen is ook een voetbalstadion.

## Geboren in Lillestrøm
- Alf Martinsen (1911-1988), voetballer en voetbalcoach
- Kay Arne Stenshjemmet (1953), langebaanschaatser
- Bjørn Nyland (1962), langebaanschaatser
- Geir Karlstad (1963), langebaanschaatser
- Marit Berger Røsland (1978), politica
- Chris Holsten (1993), zanger

## Galerij

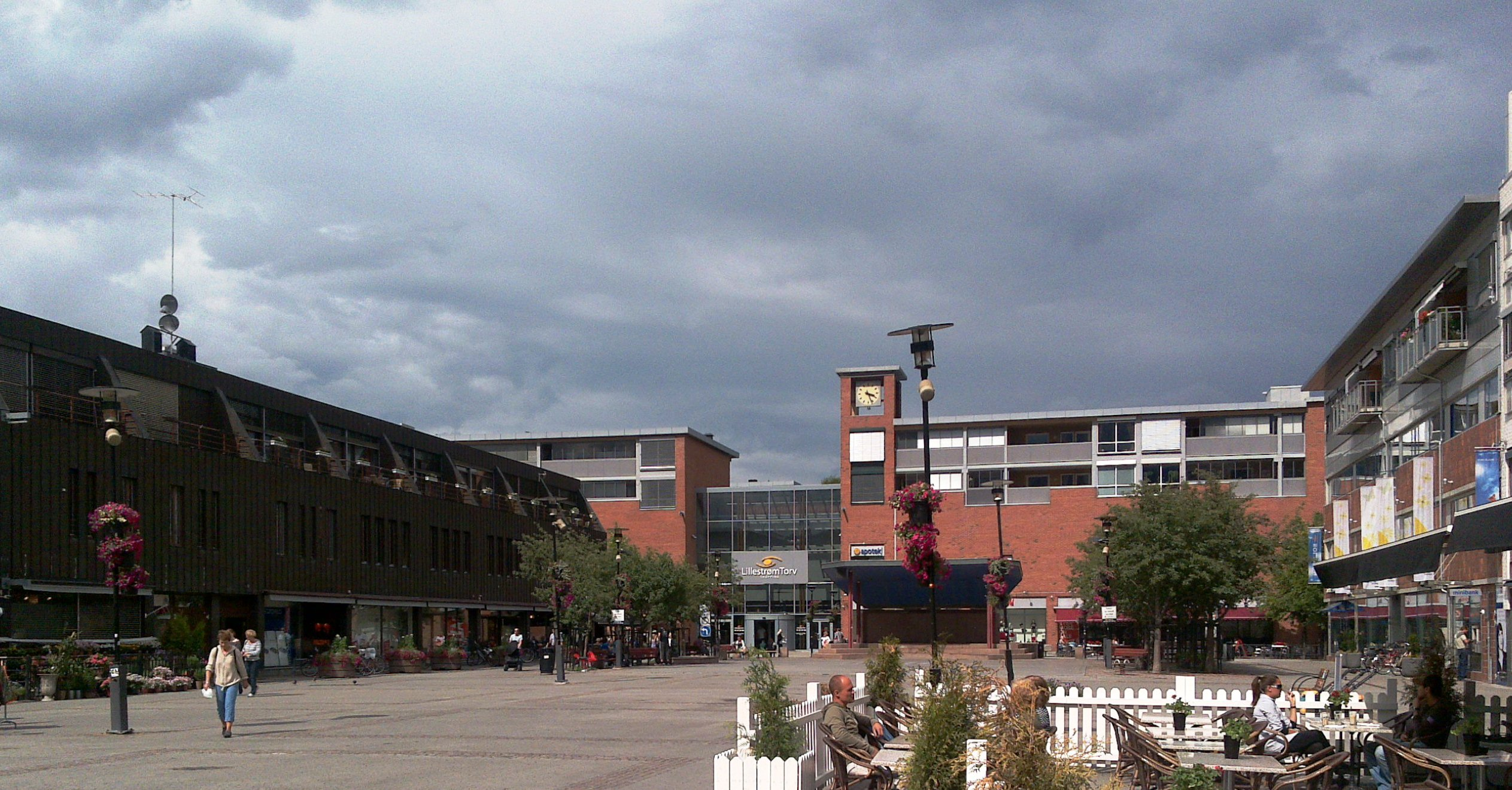
Plein in het centrum
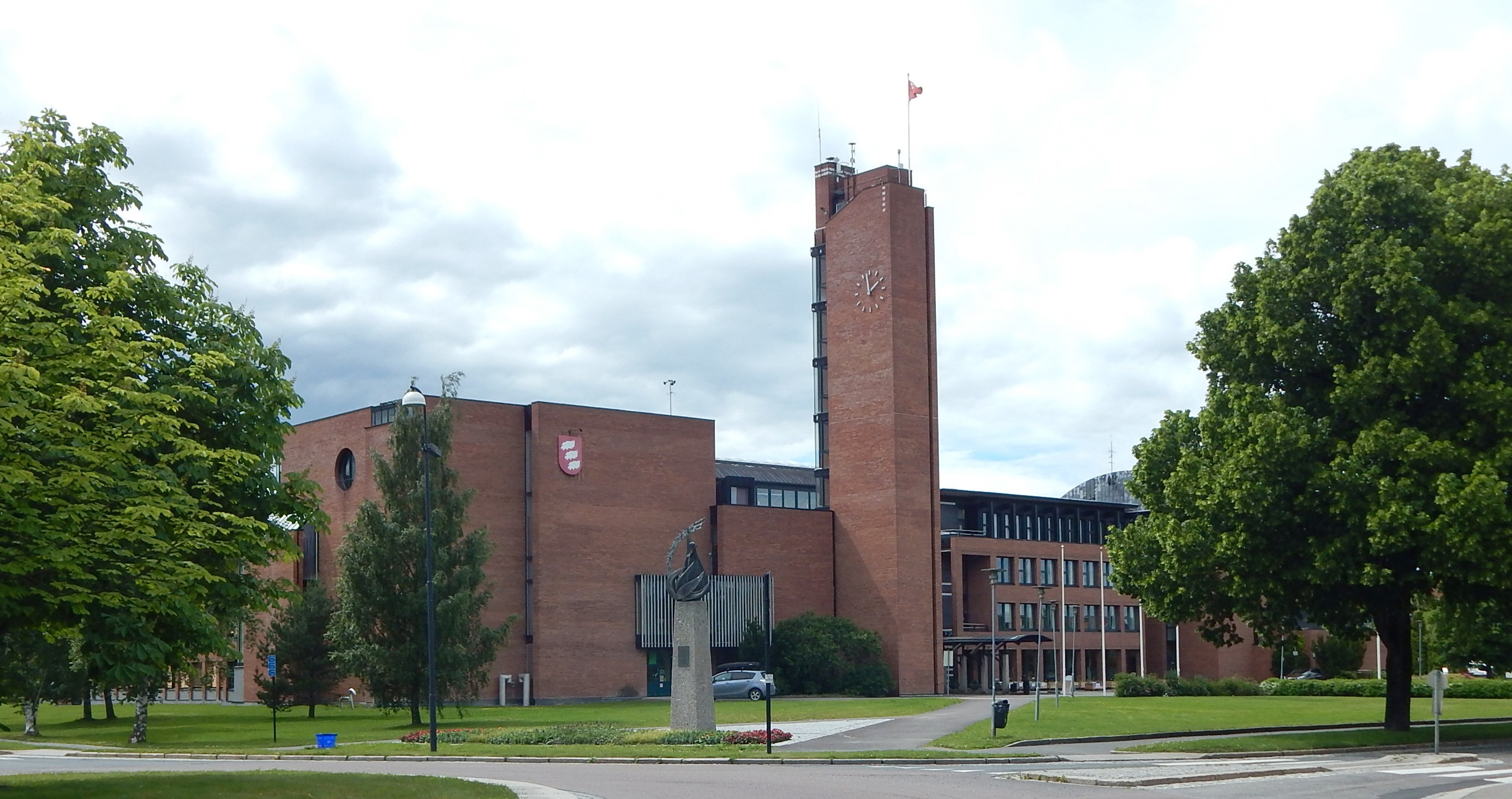
Gemeentehuis
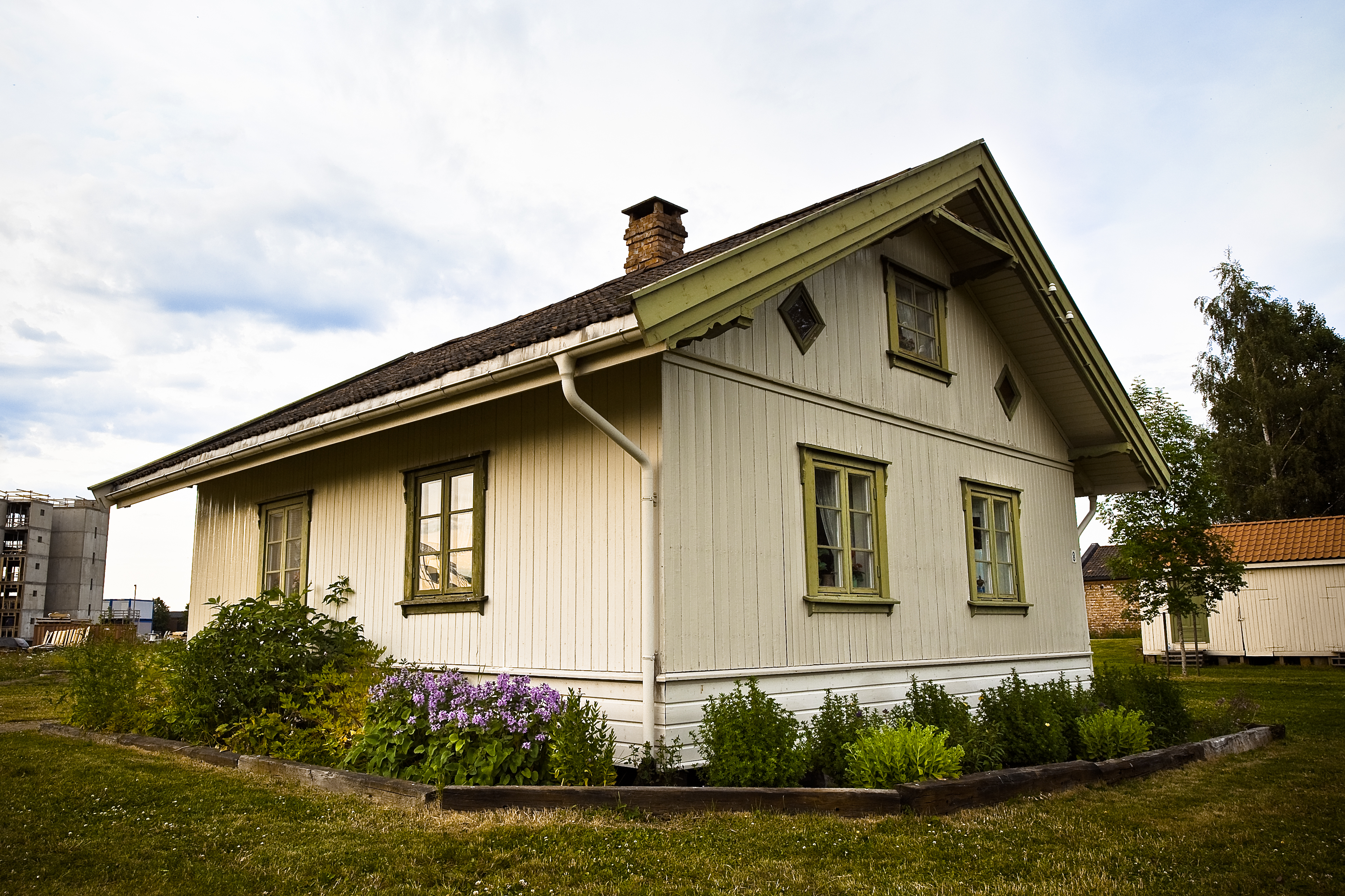
Lurkahuset, waarschijnlijk het oudste huis van Lillestrøm
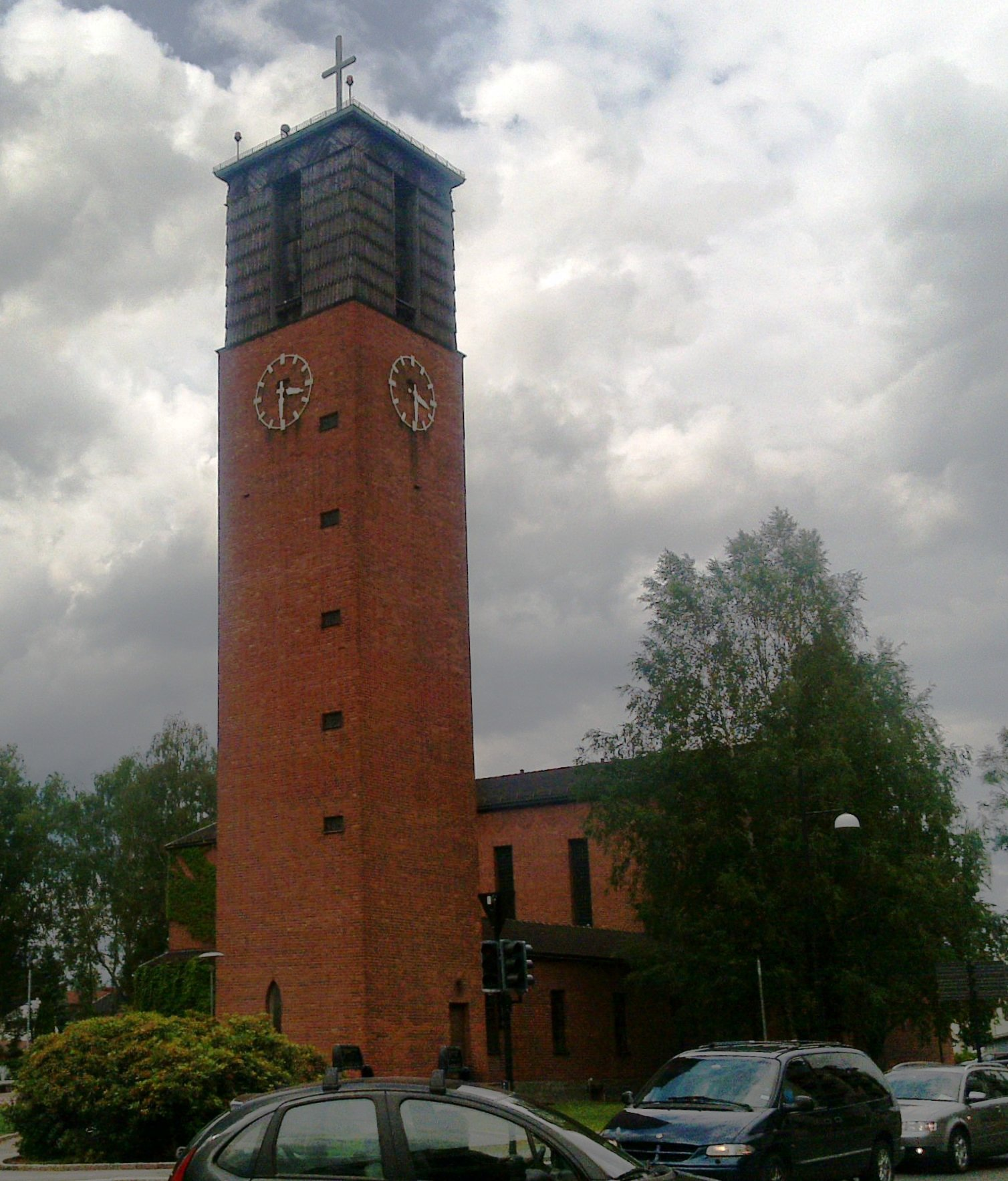
Kerk in Strømmen